# 柯洁
柯洁（1997年8月2日—）是中国棋院职业九段围棋棋手，棋风好戰，善寻变化，共获得八次世界冠军，两次农心杯三国围棋擂台赛擂台终结者。2017年获得中国十佳劳伦斯冠军奖最佳非奥运动员奖。2019年，柯洁被保送进入清华大学。截至2025年1月23日，柯洁在非官方世界排名網站GoRatings.org上等级分以3686分排名第三，仅次韩国棋手申真谞与中国棋手王星昊。因其野狐围棋ID为“潜伏”而得外号“特务”。
2015年1月14日，当时未满18岁的柯洁在第二届百灵杯世界围棋公开赛决赛第五局战胜邱峻九段，问鼎冠军，这是柯洁首次夺得世界冠军奖杯，按中国棋院升段规则直升九段。2015年后进入全盛期，2015年至2020年四夺三星杯，成为中国继古力九段后第二位达到八冠的棋士。按照非官方世界排名網站Go Ratings，自2014年8月至2017年11月止，柯洁一直保持世界第一，随后被韩国棋手、前世界第一朴廷桓九段重新超越。在2019年，柯洁在Go ratings排名中超越朴廷桓与申真谞，重返第一。截至2019年底，柯洁在比赛中执白378局中胜278局，因此號稱「白棋不敗」，番棋勝率極高，又稱「番棋不敗」（10次8胜）。

## 早年经历
柯洁1997年出生于浙江丽水，父亲柯国凡，母亲周柳萍。柯洁的父亲是一位水利工程师，业余时间酷爱围棋。受父亲的影响，柯洁5岁时候开始跟随周宗强学习围棋，一年后跟随李守胜和郑一兵学习围棋。柯洁在此期间进步迅速，2005年被父母送至北京的聂卫平道场学习围棋。2008年定段赛，11岁的柯洁在13轮本赛中取得9胜4负，排名第17，虽然定段名额只有16个，但根据规则，年龄较小的柯洁拿到了最后一个定段名额。

## 职业生涯
- 2008年7月初段，2010年7月二段，2011年7月三段，2012年7月四段。
- 2014年，第2届百灵杯世界围棋公开赛，柯洁在五番棋决赛中以三比二的成绩战胜邱峻，首次夺得世界冠军奖杯，并由此直升九段。[10]
- 2015年10月超越时越九段，登顶中国等级分第一。
- 2015年12月8日至9日，柯洁在第20届三星杯世界围棋公开赛决赛中击败时越，夺得冠军，成为中国90后棋手首位双冠王。
- 2016年1月5日，在第2届梦百合杯世界围棋公开赛，柯洁在五番棋决赛中三比二击败韩国棋手李世石，收获个人第三个世界冠军，成为最年轻三冠王。
- 2016年12月8日，柯洁在第21届三星车险杯世界围棋大师赛决赛中战胜柁嘉熹，实现卫冕，收获个人第四座世界冠军奖杯，成为最年轻四冠王。
- 2016年12月16日开始的第3届百灵杯世界围棋公开赛上，柯洁以1比3输给陈耀烨。
- 2017年中国乌镇围棋峰会 0-3 被AlphaGo零封，之后取得22连胜，打破李世石九段及吴清源九段的记录，仅次于李昌鎬九段的24连胜[11]。
- 2017年12月26日，在首届新奥杯世界围棋公开赛决赛中柯洁3比2击败彭立尧，成为最年轻五冠王。
- 2018年12月5日，在第23届三星杯世界围棋公开赛决赛中柯洁击败安国铉，获得冠军。这是柯洁第三次问鼎三星杯，同时获得个人第六个世界冠军，成为最年轻六冠王。
- 2019年1月17日，在第4届百灵杯世界职业围棋锦标赛职业组决赛中，柯洁战胜申真谞，继2015年之后再次捧得百灵杯，成为最年轻的七冠王。
- 2020年11月3日，第25届三星杯柯洁2:0零封申真谞夺得个人第八个世界冠军。
- 2021年2月4日，第25届LG杯决赛柯洁对阵申旻埈以1:2落敗，同時也是第一次在世界大賽決賽中敗於韓國棋手。
- 2023年9月28日，在第19届亞運會男子個人決賽上敗給許皓鋐，獲得亞軍。
- 2023年10月3日，在第19届亚运会男子团体决赛中，柯洁输给申旻埈，获得亚军。
- 2025年1月23日，在第29届LG杯决赛中，柯洁在先胜一盘的情况下，第二盘被不合理规则恶意判犯规负。第三盘再次遭遇争议判负，最终以1:2负于卞相壹。中方认为，在第三盘中，裁判在不合理的时机介入并干扰比赛，故选择退赛，中国围棋协会不承认此次LG杯赛果。

## 战绩

### 國際賽決賽全紀錄
- 2015年 百靈杯 3-2 勝 邱峻 / 三星杯 2-0 勝 時越
- 2016年 夢百合杯 3-2 勝 李世石 / 三星杯 2-1 勝 柁嘉熹 / 百靈杯 1-3 負 陳耀燁
- 2017年 新奥杯 3-2 胜 彭立堯
- 2018年 三星杯 2-1 勝 安國鉉
- 2019年 百靈杯 2-0 勝 申真諝 / 世界围棋冠军锦标赛 負 朴廷桓
- 2020年 三星杯 2-0 勝 申真諝
- 2021年 LG杯 1-2 負 申旻埈
- 2025年 LG杯 1-2 負 卞相壹 （中方认为柯洁被恶意判罚，故选择弃赛，且不承认此届LG杯赛果）

### 中国国内比赛成绩
- 2014年
  - 第16届中国阿含·桐山杯冠军。
  - 第28届中国围棋天元战挑战者（1:2负上届天元陈耀烨）。
- 2015年
  - 第15届理光杯围棋赛冠军。
  - 第1届“洛阳白云山杯”围棋世界冠军邀请赛冠军。
  - 第11届威孚房开杯棋王争霸赛冠军。
  - 金立智能手机杯海峡两岸世界冠军争霸赛亚军。
  - 第3届全国智运会围棋职业男子个人赛亚军。
- 2016年
  - 第18届中国阿含·桐山杯冠军[12]。
  - 第2届“洛阳白云山杯”围棋世界冠军邀请赛亚军[13]。
  - 第6届衢州·烂柯杯中国围棋冠军赛亚军。
- 2017年
  - 首届巅峰梦想“拉萨交通产业集团”围棋汽车拉力赛冠军。
  - 第13届全运会群众比赛围棋专业男子组冠军[14]。
  - 第8届四维数创杯中国龙星战冠军[15]。
  - 第19届中国阿含·桐山杯亚军。
  - 第8届世界围棋巅峰对决冠军。
- 2018年
  - 第9届中国围棋龙星战冠军。
  - 第二届围棋汽车拉力赛冠军。
  - 第7届烂柯杯亚军。
- 2019年
  - 第四届“洛阳白云山杯”中国围棋棋圣战冠军。
  - 第18届西南王战冠军。
  - 第16届倡棋杯冠军。
- 2020年
  - 第2届王中王围棋争霸赛冠军。
  - 第11届中国围棋龙星战冠军。
- 2021年
  - 2021年7月7日，以2:0战胜时越九段，获得第五届"洛阳白云山杯"中国围棋棋圣战冠军，卫冕成功。
  - 2021年12月5日，战胜党毅飞九段，获得2021"浙江平湖·当湖十局杯"CCTV电视围棋快棋赛冠军，这也是柯洁首次获得该项赛事冠军。
  - 2021年12月12日，不敌丁浩九段，获得2021"文投杯"开封第一届中国围棋国手赛亚军。
- 2022年
  - 2022年6月19日，战胜唐韦星九段，获得第21届中国围棋西南王赛冠军。
- 2023年
  - 2023年10月14日，以0:2不敌丁浩九段，获得第2届中国围棋国手赛亚军。
  - 第五届全国智力运动会，柯洁所在的云南队获得职业男子团体赛季军。
  - 2023年11月11日，以1:2输给芈昱廷九段，获得第33届中国围棋名人战亚军。
- 2024年
  - 2024年2月25日，战胜时越九段，获得2024年深圳市"酷兰·贺岁杯"围棋邀请赛冠军。
  - 2024年3月3日，不敌范廷钰九段，获得第23届中国围棋西南棋王赛亚军。

#### 围甲联赛成绩
- 2011年，代表山东爱慕先生队，6胜10负。
- 2012年，代表浙江建设银行队，9胜8负。
- 2013年，代表古井贡酒浙江队（第4名），15胜6负，获最佳新人奖。
- 2014年，代表大连上方衡业队（冠军），18胜2负，获最有价值棋手奖、最具人气奖。
- 2015年，代表珠海万山队（第3名），16胜5负，蝉联最有价值棋手奖、最具人气奖。
- 2016年，代表云南保山永子队（亚军），18胜4负，蝉联最有价值棋手奖，同时获得最佳主将奖和最多胜局奖。
- 2017年，代表国旅联合厦门队（第10名），15胜11负。获最具人气奖。
- 2018年，代表国旅联合厦门队（亞軍），17勝9敗，获最佳主将獎、最具人气奖。
- 2019年，代表国旅联合厦门队（季軍），常規賽9勝6敗，季後賽3勝2敗，获最具人气奖。
- 2020年，代表民生信用卡北京隊（保級第二輪），常規賽11勝4敗，季後賽3勝1敗。获得最佳主将奖。
- 2021年，代表民生信用卡北京队（第6名），常规赛12胜3负，季后赛2胜1负，获得最佳主将奖。
- 2022年，代表深圳龙华队（第3名），常规赛7胜8负，季后赛7胜1负。
- 2023年，代表深圳龙华队（冠军），常规赛10胜5负，季后赛4胜。获得最具价值棋手奖。
- 2024年，代表深圳龙华队（亚军），常规赛8胜7负，季后赛3胜1负。

| 年份   | 代表队         | 胜 | 负                                                                   |
| ------ | -------------- | --- | -------------------------------------------------------------------- |
| 2015年 | 珠海万山队     | 黄云嵩、廖行文（两次）、陶欣然、古力（两次）、檀啸（两次）、柁嘉熹、连笑（两次）、唐韦星、姜东润、金志锡、周睿羊、胡耀宇                 | 刘星、金志锡、江维杰、邱峻、时越                                     |
| 2016年 | 云南保山永子队 | 芈昱廷（两次）、孟泰龄、谢科（两次）、古灵益、韩一洲、范廷钰、时越（两次）、金志锡、唐韦星、崔哲瀚、郭闻潮、钟文靖、李東勳、周睿羊、檀啸 | 朴廷桓、李東勳、檀啸、金志锡                                         |
| 2017年 | 国旅联合厦门队 | 陈贤、李東勳、党毅飞、李钦诚、安冬旭、谢赫、申旻埈、范蕴若、江维杰、廖行文、黄云嵩、唐韦星                                               | 赵晨宇、唐韦星、檀啸、时越、辜梓豪                                   |
| 2022年 | 深圳龙华队     | 韩一洲、王泽宇、王泽锦、许嘉阳（两次）、陈豪鑫、芈昱廷、柁嘉熹、彭立尧、韩一洲、范廷钰（两次）、陈贤、檀啸                               | 党毅飞、申旻埈、陈耀烨、丁浩、申真谞、王星昊、杨鼎新、古灵益、芈昱廷 |
| 2023年 | 深圳龙华队     | 金禹丞、王星昊、檀啸、谢尔豪、杨鼎新、黄静远、李泽锐、陈梓健、金明训、谢科、彭立尧、李康、夏晨琨、丁浩                                   | 金志锡、申旻埈、辜梓豪、赵晨宇、李昌锡                               |
| 2024年 | 深圳龙华队     | 李维清、檀啸、张强、陈正勋、傅健恒、刘宇航、陈豪鑫、芈昱廷、胡耀宇（两次）、李钦诚                                                       | 伊凌涛、薜冠华、丁浩、彭立尧、申真谞（两次）、党毅飞、江维杰         |

#### 其他比赛
- 2007年全国少儿围棋锦标赛冠军。

### 国际比赛成绩
| 赛事           | 2013 | 2014 | 2015 | 2016 | 2017 | 2018 | 2019 | 2020 | 2021 | 2022 | 2023 | 2024 | 2025 |
| -------------- | ---- | ---- | ---- | ---- | ---- | ---- | ---- | ---- | ---- | ---- | ---- | ---- | ---- |
| 应氏杯         | —    | —    | —    | 8强  | —    | —    | —    | 8强  | —    | —    | —    | 4强  | —    |
| 三星杯         | 16强 | ×    | 冠军 | 冠军 | 16强 | 冠军 | 16强 | 冠军 | 32强 | 32强 | ×    | 16强 | —    |
| LG杯           | ×    | ×    | 8强  | 16强 | 4强  | 32强 | 4强  | 亚軍 | 4强  | 8强  | 4强  | 亚軍 | —    |
| 春兰杯         | —    | ×    | —    | 季军 | —    | 季军 | —    | 4强  | —    | 8强  | —    | 16强 | —    |
| 百灵杯         | —    | 冠军 | —    | 亚軍 | —    | 冠军 | 停办 | 停办 | 停办 | 停办 | 停办 | 停办 | 停办 |
| 梦百合杯       | 32强 | —    | 冠军 | —    | 16强 | —    | 8强  | —    | —    | —    | 16强 | —    | —    |
| 新奥杯         | —    | —    | —    | 冠军 | 停辦 | 停辦 | 停辦 | 停辦 | 停辦 | 停辦 | 停辦 | 停辦 | 停辦 |
| 天府杯         | —    | —    | —    | —    | —    | 32强 | 停办 | 停办 | 停办 | 停办 | 停办 | 停办 | 停办 |
| 烂柯杯         | —    | —    | —    | —    | —    | —    | —    | —    | —    | —    | 32强 | 16强 | —    |
| 新绎杯         | —    | —    | —    | —    | —    | —    | —    | —    | —    | —    | —    | ×    | —    |
| 南洋杯         | —    | —    | —    | —    | —    | —    | —    | —    | —    | —    | —    | 16强 | —    |
| 世界最强棋士赛 | —    | —    | —    | —    | —    | —    | —    | —    | —    | —    | —    | —    | ×    |
| 亚洲杯         | ×    | ×    | ×    | ×    | ×    | ×    | ×    | —    | —    | —    | —    | —    | —    |
| 农心杯         | ×    | ×    | 1:0  | 0:0  | 0:1  | 0:0  | 1:0  | 0:1  | 0:1  | 0:1  | 0:1  | 2:1  | —    |
| 亚运会         | —    | —    | —    | —    | —    | —    | —    | —    | —    | —    | 銀牌 | —    | —    |

- 注1：部分赛事从本赛开始至决出冠军会跨年，按照本赛开始日期的年份计算
- 注2：浅绿背景指赛事仍未完结且柯洁未被淘汰
- 注3：× 表示未打进本赛或未参加，— 表示当年度未新开赛，斜体字 表示进入本赛后未赢一场
- 注4：农心杯的为当年个人对赛记录（胜:负），金色背景表示柯洁终结比赛，加粗表示当届冠军是中国队
- 注5：2023年第19届亚运会，柯洁获得围棋男子个人赛银牌，同时也获得了围棋男子团体赛银牌
- 注6：2025世界最强棋士赛，柯洁九段在预赛中被许嘉阳九段淘汰，组委会将外卡发给了柯洁，但柯洁放弃接受外卡。
- 注7：2024第一届北海新绎杯，柯洁九段在预赛中被刘宇航八段淘汰，组委会将其中一张外卡发给了柯洁，但柯洁放弃接受外卡。

#### 中国乌镇围棋峰会
2017年5月23，25，27日，柯潔与AlphaGo下三番棋，AlphaGo改以單機版應戰。用时为每方3小时，5次1分钟读秒。胜者将获得150万美元的奖金，柯洁有30万美元的出场费。
| 局次                         | 日期          | 黑方     | 白方     | 用时              | 结果      | 手数 |
| ---------------------------- | ------------- | -------- | -------- | ----------------- | --------- | ---- |
| 1                            | 2017年5月23日 | 柯洁九段 | AlphaGo  | 3小时+5次60秒读秒 | 白胜1/4子 | 289  |
| 2                            | 2017年5月25日 | AlphaGo  | 柯洁九段 | 3小时+5次60秒读秒 | 黑中盘胜  | 155  |
| 3                            | 2017年5月27日 | AlphaGo  | 柯洁九段 | 3小时+5次60秒读秒 | 黑中盘胜  | 209  |
| 结果： AlphaGo 3－0 柯洁九段 |               |          |          |                   |           |      |

- 注1：浅绿背景指赛事胜方

#### 其他比赛
- 2008年第25届应氏杯世界青少年围棋赛少年组冠军。
- 2011年第28届应氏杯世界青少年围棋赛青年组冠军。
- 2015年第16届阿含桐山杯中日冠军对抗赛胜井山裕太九段。
- 2016年第4届CCTV贺岁杯中日韩争霸赛冠军。
- 2016年第18届阿含桐山杯中日冠军对抗赛胜河野临九段。
- 2017年第5届CCTV贺岁杯中日韩争霸赛冠军。
- 2017年第4届利民杯世界星锐最强战冠军。
- 2019年首届中日韩龙星战冠军。
- 2019年韩国三一运动纪念对局胜李世石九段。
- 2021年1月23日，以2:0战胜李钦诚九段获得第三期野狐人气争霸赛冠军。
- 2021年7月21日，以2:1战胜许嘉阳八段获得第四期野狐人气争霸赛冠军，卫冕成功。

### 网棋战绩
自2017年3月1日起，腾讯野狐围棋网正式施行新的升段规则，9段棋手在最近20盘有效升降级对局中，有18盘以上（含18盘）战胜全國冠軍認證以上棋手，则由9段升为10段，且上不封顶。3月15日，柯洁战胜孙腾宇七段、尹畯相九段、范蕴若五段、辜梓豪五段、元晟溱九段、檀啸七段、连笑八段、李钦诚九段、范胤六段等等，成为绝艺之后的第二个野狐10段，也是人类棋手中第一个10段。
2017年7月17日，柯洁开始以让二子的棋份和职业棋手下网棋。

## 争议事件

### 争议言论
柯洁在世界棋坛崭露头角不久，便取得不错成绩，由于其思想自由，性格张扬，桀骜不驯，胜负心极强，采访时常常出言不逊，亦喜欢活跃在社交媒体上，时常在爱国、女权、华为等话题中发表争议言论，与以往人们对棋手的形象有所出入，从而引发网友热议。2020年7月，柯洁主动退出微博（24年5月回归），2023年12月宣布退出B站动态，仅同步优质视频并转战抖音。
- 2014年10月24日第16届阿含桐山杯快棋公开赛夺冠后，柯洁获得与日本的阿含桐山杯冠军井山裕太进行中日冠军对抗赛的资格。赛后柯洁表示在对抗赛中，“我估计自己稍微好点吧，让他‘血溅五步’”[23]。后来果然获胜[24]。2016年3月1日，柯洁在与井山裕太共同接受采访时表示“当初是在井山说出日本棋手该转运的时候，他在表达他的信心，我当时刚好拿了冠军心态比较复杂，所以说出了那句话，也挺不好意思的，不过要是现在拿出来提就有点伤了大家的和气了”[25]。
- 2015年11月25日，柯洁在梦百合杯半决赛获胜后，展望与李世石的决赛时表示“李世石之前说他有五成希望取胜，我想如果一共是一百成的话，他有五成。另外我想说，传奇是时候落幕了。”[26]三星杯夺冠后又确认了一次[27]。此言在中韩围棋爱好者中引起轩然大波，不过柯洁最后凭借粘劫收后3:2战胜李世石夺冠[28]。比赛也创下了空前的关注度[29]。
- 梦百合杯半决赛赛后李世石在韩国国内接受采访时表示：“柯洁年纪还小，棋的深度还不够，说他已具备引领时代的能力，难以令人信服。”而柯洁看到报道后当即发微博反击：“都6比2了还不服？好傲娇啊。”[30]
- 2016年3月5日，在第17届“农心辛拉面杯”世界围棋团体锦标赛最后阶段比赛中，李世石作为韩国主将击败了日本副将村川大介、中国副将连笑和日本主将井山裕太，再次和作为中国主将的柯洁对弈。赛前柯洁在微博上表示“最后还是得靠我”[31]。结果果然击败对手为中国夺得冠军[32]。柯洁个人和李世石的历史战绩也改写为了8:2。
- 2016年3月，在AlphaGo李世石五番棋第一局过后，柯洁通过新浪微博表示“就算阿法狗战胜了李世石，但它赢不了我”。这立即引起了媒体和网友的关注，其微博粉丝数暴涨[33]。但10个月之後柯潔在非正式的网络快棋中三次敗於化名為「Master」的升级版AlphaGo。
- 2016年中柯洁接连在LG杯和应氏杯中折戟。之后他表示“之前高估自己”[34]、“过去我太浮躁”[35]。
- 2016年5月23日，柯潔回應最近輸給朴廷桓表示：朴廷桓棋不见得怎么样，输他因自己问题[36]。
- 2017年5月25日，在中国乌镇围棋峰会柯洁与AlphaGo三番棋第二局赛后发布会上，中国国际电视台记者用英语向柯洁提问，并且语速非常快，现场翻译甚至无法及时准确翻译，柯洁以“如果你是中国记者，而我是中国棋手，我认为你应该用中文向我提问”回应而拒绝回答问题。随后CGTN记者不得不又用中文向柯洁重复了问题，他也解释称，CGTN是一个以英语为工作语言的平台，所以提问题需要用英语。同日晚，CGTN官方微博发文表示，英语是CGTN的工作语言，同时也向柯洁和现场翻译表达了歉意。该争议发生后，随即成为了网络热议话题[37][38]。
- 2018年8月22日，柯潔在世界混雙圍棋最強戰挑戰賽輸棋後，在微博發表《男女有別？》文章檢討棋局，指責搭檔於之瑩的下法，再次激起「求道派」和「棋品派」的爭論。[39]
- 柯洁的多篇微博被认为不尊重女性，如将奚梦瑶与何猷君生子上微博热搜一事讽刺为「两个完全不知道是谁的人下个蛋」[40]、将一部分女权主义者称作「女拳」等，因此长期和女权主义者在社交媒体上争论，或与柯洁退出微博有关。[41][42]
- 2023年12月，柯洁因在华为发布问界M9价格问题上与B站网友闹矛盾，随后宣布退出B站。[43]

### 第29届LG杯决赛争议事件
- 2025年1月22日，在LG杯决赛与卞相壹的第二盘对局中，柯洁两次提子违反了在本届LG杯棋王战开始后公布的新规则，即提子后应将棋子放置于棋盒盖上，第二次违规并在中途接水时被对手举报。最终，柯洁因两次违规被直接判负，这也是围棋世界大赛决赛中首次出现因非正常对局内因素导致棋局终止的情况。[44]中国围棋协会直播工作人员在直播中称新规则是“几十年前”就已立下的主观发言也饱受批评。[45]
- 2025年1月23日，在第29届LG杯决赛第三盘对局中，柯洁再次未将棋子放入棋盒盖，但开始处理此事时双方已下过几手，对局被迫暂停时处于卞相壹的思考时间，且卞正处于棋局关键抉择点，即此次暂停给予卞相壹关键时刻额外长考时间，柯洁对此表达不满。经韩国棋院裁定柯洁罚两目后对局继续，柯洁和中国棋院表示有失公平，拒绝接受这一裁定，要求重赛，遭韩国棋院方拒绝后退赛离开，因此获得第29届LG杯亚军。[46]赛后中国围棋协会在官方公众号发布《关于第29届LG杯决赛的声明》，不接受本届LG杯第三局结果[47]。柯洁本人亦在赛后将自己的个人新浪微博简介改为“世界围棋九冠王”，疑似回应比赛结果。[48]

## 其他轶事
- 2019年，柯洁跨界获得了腾讯斗地主锦标赛全民星赛冠軍。[49]。
- 柯洁在接触VTuber这一直播形式后，在2023年3月于哔哩哔哩推出了由自己筹备的以围棋为直播主题的虚拟主播“雪糕Cheese”。[50]
- 柯洁爱好网络直播，于是与自己的两位朋友战鹰二段、连笑九段组建了“299围棋工作室”。[51]

## 註解
1. ↑  柯洁舊微博名「柯洁大棋渣」。